# سلمان شهر (مازندران)
سلمان شهر (بالفارسية: سلمان‌شهر) هي مدينة في إيران وتقع في مازندران يقدر عدد السكان في
سلمان شهر، بـ 9,592 نسمة .

## اقرأ ايضاً
- قائمة مدن إيران